# اوی تمپلتون
اِوی تمپلتون (انگلیسی: Evie Templeton؛ زادهٔ ۳ ژانویهٔ ۲۰۰۹) بازیگر بریتانیایی است که بیشتر به‌خاطر ایفای نقش گریس هالند در فیلم ترسناک ارباب قانون‌شکن و صداپیشگی شخصیت لورا در نسخه بازسازی‌شدهٔ بازی سایلنت هیل اثر شرکت کونامی شناخته می‌شود. او در فصل دوم مجموعه کمدی ترسناک ونزدی محصول نتفلیکس، نقش اگنس دمیل را ایفا کرد.

## حرفه
اِوی تمپلتون در باربادوس زاده شد. از سال ۲۰۲۰، او با دریافت بورسیهٔ نمایشی در آکادمی موسیقی و هنرهای نمایشی لندن به تحصیل پرداخته است.
او حرفهٔ بازیگری خود را در سال ۲۰۲۲ با ایفای نقش‌های کوتاه در درام تاریخی زندگی پس از زندگی محصول بی‌بی‌سی و فیلم پینوکیو از دیزنی آغاز کرد. پیش از آن نیز در تئاتر موزیکال تولد مسیح در تور سراسری بریتانیا و همچنین در بینوایان در وست اند لندن به روی صحنه رفته بود.
در سال ۲۰۲۳، تمپلتون نخستین نقش اصلی خود را با ایفای نقش گریس هالند در فیلم ترسناک ارباب قانون‌شکن در کنار تاپنس میدلتون به دست آورد. افزون بر این، او صداپیشگی شخصیت لورا در نسخهٔ بازسازی‌شدهٔ بازی سایلنت هیل ۲، ساختهٔ شرکت کونامی بر عهده دارد. قرار است تمپلتون همین این نقش را در جدیدترین قسمت از مجموعه‌فیلم‌های سایلنت هیل با عنوان بازگشت به سایلنت هیل، که یک فیلم ترسناک روان‌شناختی است، تکرار کرد.
در مه ۲۰۲۴ اعلام شد که تمپلتون در فصل دوم مجموعه کمدی ترسناک ونزدی، محصول نتفلیکس، در نقش ثابت اگنس دمیل حضور خواهد داشت. این فصل در ۶ اوت ۲۰۲۵ منتشر شد.